# Nils Kindberg

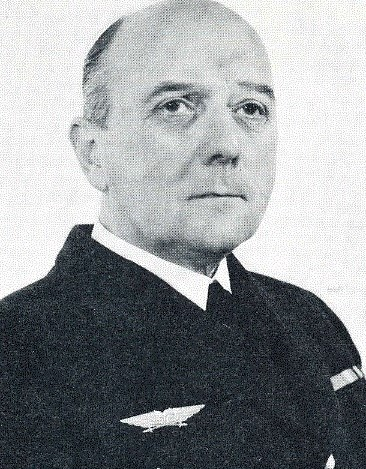
Nils Kindberg

Nils Paul Axelsson Kindberg, född 30 augusti 1892 i Stockholm, död 3 maj 1984, var en svensk militär (överstelöjtnant), flyghistoriker och flygpionjär.
Kindberg började som underlöjtnant vid Södermanlands regemente, han kommenderades till Malmen 1914 för att genomgå flygutbildning. Han tilldelades aviatördiplom nr 25 30 mars 1915. Han anställdes hösten 1917 som provflygare vid AB Thulin Aeroplanfabrik  eftersom aktieägarna ansåg att det var för riskabelt att Enoch Thulin själv genomförde alla provflygningar. År 1918 flög Kindberg en Thulin Parasol från Umeå till Finland där planet överlämnades till det finländska flygvapnet som en gåva från Eric von Rosen. På hösten samma år genomförde han den första svenska charterflygningen i Sverige på sträckan Stockholm-Åbo. Han blev kapten vid Flygvapnet 1929, under åren 1934–1937 var han chef för flygstabens underrättelseavdelning. År 1942 gav överbefälhavaren Olof Thörnell honom uppdraget att nedteckna Flygvapnets beredskapshistorik.
När Flygvapnet bildades 1926 genom sammanslagning av arméns och flottans flyg skapade han 1926 vapenmärke m/26 för att markera att man tjänstgjorde i flygvapnet. Märket fastställdes som uniformsmärke genom generalorder nr 2400. Kindberg är begravd på Solna kyrkogård.